# Erythroxylum alaternifolium
Erythroxylum alaternifolium är en tvåhjärtbladig växtart som beskrevs av Achille Richard. Erythroxylum alaternifolium ingår i släktet Erythroxylum och familjen Erythroxylaceae. Inga underarter finns listade i Catalogue of Life.